# 影像翻譯
影像翻譯（英語：Image translation）是指將影像或照片中的文字翻譯的技術，例如：海報、看板、餐廳菜單、告示牌、文件或螢幕截圖等。光學字元辨識（OCR）的技術可以抽取出影像的文字，然後這些文字會翻譯成想要的語言，然後使用數位影像處理的技術，將原圖處理成一張文字被翻譯過的新圖。影像翻譯也和機器翻譯的研究領域相關。

## 概述
機器翻譯的研究讓文字的翻譯變得更加簡便，而光學字元辨識技的進展讓人們可以翻譯影像中的文字。在2004年，日本的手機第一次引進光學辨識的技術，讓使用者可以透過鏡頭將拍到的文字抽取出來。而且，抽取出的文字可以被進一步處理，被儲存成網址的URL連結，或是拿來使用在電子郵件或簡訊。
近年來，行動裝置的硬體有長足的進步，相機的畫質提昇而且自動對焦的技術也被開發，讓使用手機進行文字的掃描變成可能。於是，影像翻譯的技術出現了，讓使用者在掃描出影像中的文字之後，還能夠進一步將文字翻譯成他們想要的語言。越來越多的相關應用也開始出現，例如：Word Lens。在這個程式被Google取得之後，它成為了Google翻譯行動app的一部分。
另外，隨著影像處理技術的同步發展，人們可以將影像中的文字替換成翻譯過後的文字，而處理成一張全新的照片。

## 歷史
影像翻譯的展來源自於光學字元辨識的進步，由於需要進行光學字元辨識的記憶體和運算量比以往減少許多，讓行動裝置也能夠進行文字的掃描。
第一個聲稱可以用行動裝置的相機鏡頭"閱讀"文字的是International Wireless這家公司。他們在2003年發布了CheckPoint和WebPoint這兩個軟體。前者可以用來辨識發票的文字，後者可以辨識被印出來的網址連結，並在裝置上開啟該網站。 在2005年九月，NEC和日本的Nara科學研究機構發布一個新的軟體，讓使用者可以用手機進行文字的掃描，而且這個軟體可以掃描整頁的文件。然而，這兩家公司宣佈他們不會在2008年底之前發布這份軟體的商用版。
到了2008年四月，Nokia發布了Shoot-to-Translate應用程式，可以將裝置拍攝到的影像中的文字抽取出來並翻譯。這個應用程式只提供中文和英文之間的翻譯，Nokia那時也表示他們正在開發名叫Multiscanner的產品，希望能夠提供52種語言之間的翻譯。 在2014年五月，Google取得了Word Lens的使用權，讓視覺和語音的翻譯品質有了顯著的進步，讓行動裝置可以立刻地翻譯掃描的的文件或是圖片。在2018年八月，一家印度公司開發了ImageTranslate，它可以辨識、翻譯影像的文字，並且重新生成一張文字被翻譯過後的圖片。
現今，常見的影像翻譯服務由以下幾家公司所提供：
- Google翻譯
- ImageTranslate[5]
- Yandex[6]